# Gorna Orjachovitsa
Gorna Orjachovitsa (bulgariska: Горна Оряховица) är en ort i Bulgarien.   Den ligger i kommunen Obsjtina Gorna Orjachovitsa och regionen Veliko Tărnovo, i den centrala delen av landet, 200 km öster om huvudstaden Sofia. Gorna Orjachovitsa ligger 146 meter över havet och antalet invånare är 38 553.